# Champurrado

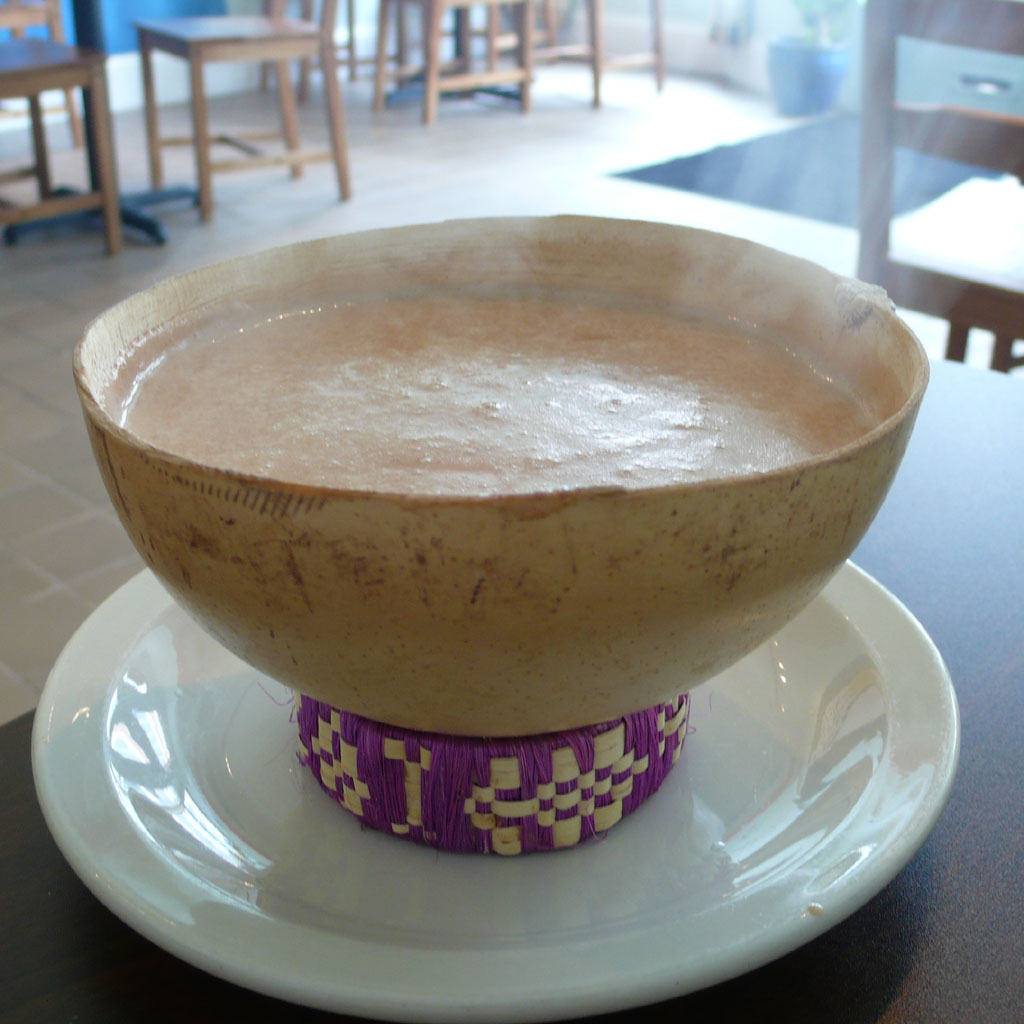
Tigela quente de champurrado servida num estabelecimento mexicano.

Champurrado é um atole de chocolate, uma bebida mexicana quente e espessa, que pode ser preparada tanto com massa de milho (tratada com cal), masa harina (uma versão seca dessa massa), or farinha de milho (moída bem fina, especialmente as variedades próprias para atole); rapadura (conhecida em boa parte da América Latina hispanófona como "panela"); água ou leite, além de ocasionalmente conter canela, sementes de anis ou baunilha.  Nozes moídas, raspas de laranja e ovos também podem ser utilizados para engrossar e enriquecer a bebida. As bebidas à base de atole são tradicionalmente agitadas com um misturador de madeira denominado molinillo. O agitador é rolado entre as palmas das mãos, para frente e para trás, até que a mistura fique aerada e espumosa.
O champurrado é tradicionalmente servido com churros de manhã, como desjejum, como lanche no final da tarde, assim como também é muito popular durante as celebrações do Dia dos Mortos e durante Las Posadas (a novena que precede o dia de Natal), normalmente servido junto com tamales. Misturas instantâneas para champurrado estão disponíveis nos supermercados, assim como a bebida também possui versão alcoólica.

## História
Essa bebida mexicana existe desde os tempos pré-colombianos, entre as civilizações astecas e maias.